# Misiuni diplomatice în România

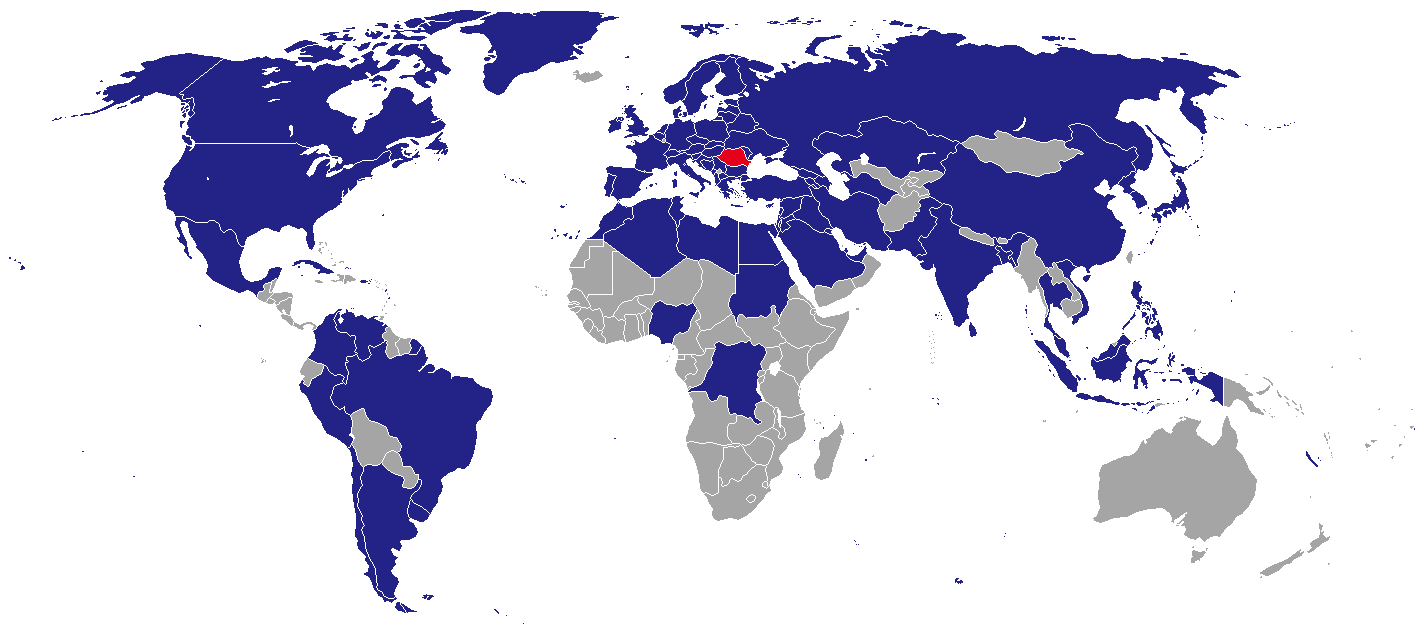
Harta misiunilor diplomatice în România

Aceasta este lista misiunilor diplomatice în România. În prezent sunt 79 de misiuni diplomatice în București, și multe alte țări mențin consulate în alte orașe românești.
De asemenea 45 țări au ambasade ne-rezidente acreditate în alte capitale regionale, ca Moscova și Belgrad.

## Ambasade
București
| - Albania - Algeria - Argentina - Armenia - Austria - Azerbaidjan - Bangladesh - Belarus - Belgia - Bosnia și Herțegovina - Brazilia - Bulgaria - Canada - Chile - China - Republica Democrată Congo - Columbia - Croația - Cuba - Cipru - Cehia - Danemarca - Egipt - Estonia - Finlanda - Franța - Georgia - Germania - Grecia - Vatican | - Ungaria - India - Indonezia - Iran - Irak - Irlanda - Israel - Italia - Japonia - Iordania - Kazahstan - Kuwait - Liban - Libia - Lituania - Malaysia - Mexic - Republica Moldova - Montenegro - Maroc - Țările de Jos - Nigeria - Coreea de Nord - Macedonia de Nord - Norvegia - Pakistan - Autoritatea Națională Palestiniană - Peru | - Filipine - Polonia - Portugalia - Qatar - Rusia - Arabia Saudită - Serbia - Slovacia - Slovenia - Coreea de Sud - Spania - Sudan - Suedia - Elveția - Siria - Thailanda - Tunisia - Turcia - Turkmenistan - Ucraina - Emiratele Arabe Unite - Regatul Unit - Statele Unite ale Americii - Uruguay - Venezuela - Vietnam |

## Consulate

### Consulate Generale
Constanța
- Rusia
- Turcia

Iași
- Republica Moldova

Timișoara
- Germania
- Italia
- Serbia

### Consulate
Cluj-Napoca
- Ungaria

Miercurea-Ciuc
- Ungaria

Sibiu
- Germania

Suceava
- Ucraina

## Ambasade acreditate
| - Burkina Faso - Republica Dominicană - El Salvador - Lesotho - Madagascar - Mali - Myanmar - Oman - Zambia - Burundi - Camerun - Costa Rica - Eritreea - Nepal - Afganistan - Laos - Letonia - Sri Lanka | - Angola - Guineea - Malawi - Niger - Rwanda - Botswana - Guyana - Eswatini - Australia - Luxemburg - Panama - Benin - Kenya - Mauritania - Africa de Sud - Tanzania | - Gambia - Andorra - Noua Zeelandă - Ecuador - Islanda - Ghana - Jamaica - Kârgâzstan - Cambodia - Mongolia | - Guatemala - Malta |

## Vezi și
- Misiuni diplomatice ale României
- Relațiile externe ale României
- Regimul de vize pentru cetățenii români

## Legături externe
- Misiuni diplomatice în Romania

1. ↑  „Bangladesh to send more workers to Romania”. The Daily Star (Bangladesh) (în engleză). 17 octombrie 2021. Accesat în 7 decembrie 2023.
2. ↑  „Colombia ya tendría embajadores en Japón, Australia y Rumania”. WRadio (în spaniolă). 15 august 2024.
3. ↑  „South African Representation Abroad (listed alphabetically)”. Department of International Relations and Cooperation of South Africa (în engleză). Accesat în 5 ianuarie 2024.
4. ↑  „Cambodia Mission Abroad” (în engleză). Ministry of Foreign Affairs & International Cooperation of Cambodia. Arhivat din originalul de la 13 august 2021. Accesat în 5 august 2021.